# Hornstein (Burgenland)
Hornstein (kroatisch Vorištan, ungarisch Szarvkő) ist eine Marktgemeinde mit 3323 Einwohnern (Stand 1. Jänner 2025) im Bezirk Eisenstadt-Umgebung im Burgenland in Österreich. Im Ort gibt es eine große Anzahl von Angehörigen der burgenlandkroatischen Volksgruppe.

## Geografie

### Geografische Lage
Hornstein liegt am Westhang des Leithagebirges an der Grenze zu Niederösterreich.

### Gemeindegliederung
Hornstein ist der einzige Ort in der Gemeinde. Es gibt aber auch eine abgesetzte Wochenendhaussiedlung mit dem Namen „Seesiedlung Hornstein“, die direkt am Neufelder See liegt (befindet sich an der Grenze vom Hornsteiner Hotter).

### Nachbargemeinden
Hornstein grenzt an die folgenden zehn Nachbargemeinden:
| Pottendorf (NÖ)                      | Wimpassing an der Leitha                    | Leithaprodersdorf |
| Ebenfurth (NÖ)                       | Kompassrose, die auf Nachbargemeinden zeigt | Stotzing          |
| Neufeld an der Leitha und Steinbrunn | Großhöflein und Müllendorf                  | Eisenstadt        |

## Geschichte

Aufnahmeblätter der Landesaufnahme um 1873: Ortskern (rechts unten) und nördliche Umgebung

Vor Christi Geburt war das Gebiet Teil des keltischen Königreiches Noricum und gehörte zur Umgebung der keltischen Höhensiedlung Burg auf dem Schwarzenbacher Burgberg.
Unter den Römern lag das heutige Hornstein dann in der Provinz Pannonia.
Der Ort wurde erstmals 1271 als terra zorm urkundlich erwähnt. 1365 kaufte Familie Kanizsay von der Familie Wolfurt die Burg in Hornstein, die sie unter anderem durch den Erwerb von Gütern von Nikolaus II. von Pöttelsdorf, der Herren von Roy sowie der Familie Gutkeled zu einer Herrschaft ausbauten. Die Kanizsay nannten sich danach auch Grafen von Hornstein.
Hornstein gehörte wie das gesamte Burgenland bis 1920/21 zu Ungarn (Komitat Sopron). Der deutsche Ortsname ist die Spiegelübersetzung der ungarischen mittelalterlichen Version Szarvkő (Zorwku, 1347; Zarwku, 1364; Harrenstein, 1415; Hornstheyn, 1485).
Das Marktrecht wurde dem Ort bereits vor 1555 erteilt und 1651 sowie um 1845 erneuert. Beim Türkenkrieg 1529 wurde der Ort zerstört und 1532 erfolgte eine Neubestiftung mit Kroaten.
Nach Ende des Ersten Weltkriegs wurde nach zähen Verhandlungen Deutsch-Westungarn in den Verträgen von St. Germain und Trianon 1919 Österreich zugesprochen. Der Ort gehört seit 1921 zum neu gegründeten Bundesland Burgenland (siehe auch Geschichte des Burgenlandes).
in den 1930er Jahren lebten in Hornstein zwölf jüdische Familien, die nach dem „Anschluss“ Österreichs im März 1938 in die USA, nach Südamerika oder nach Ungarn flohen oder nach Wien abwanderten. Die im Ort verbliebene Familie Sarang-Tieger betrieb eine Gemischtwarenhandlung weiter und war in den Folgejahren Opfer zahlreicher Schikanen und Pogrome.

## Kultur
- Tamburica Vorištan, Burgenlandkroatens Tamburica Musikgruppe[4]
- Jugendblasmusik der Freiwilligen Feuerwehr Hornstein[5]
- Singgemeinschaft Hornstein[6]
- Musikschule Hornstein[7]

## Sehenswürdigkeiten

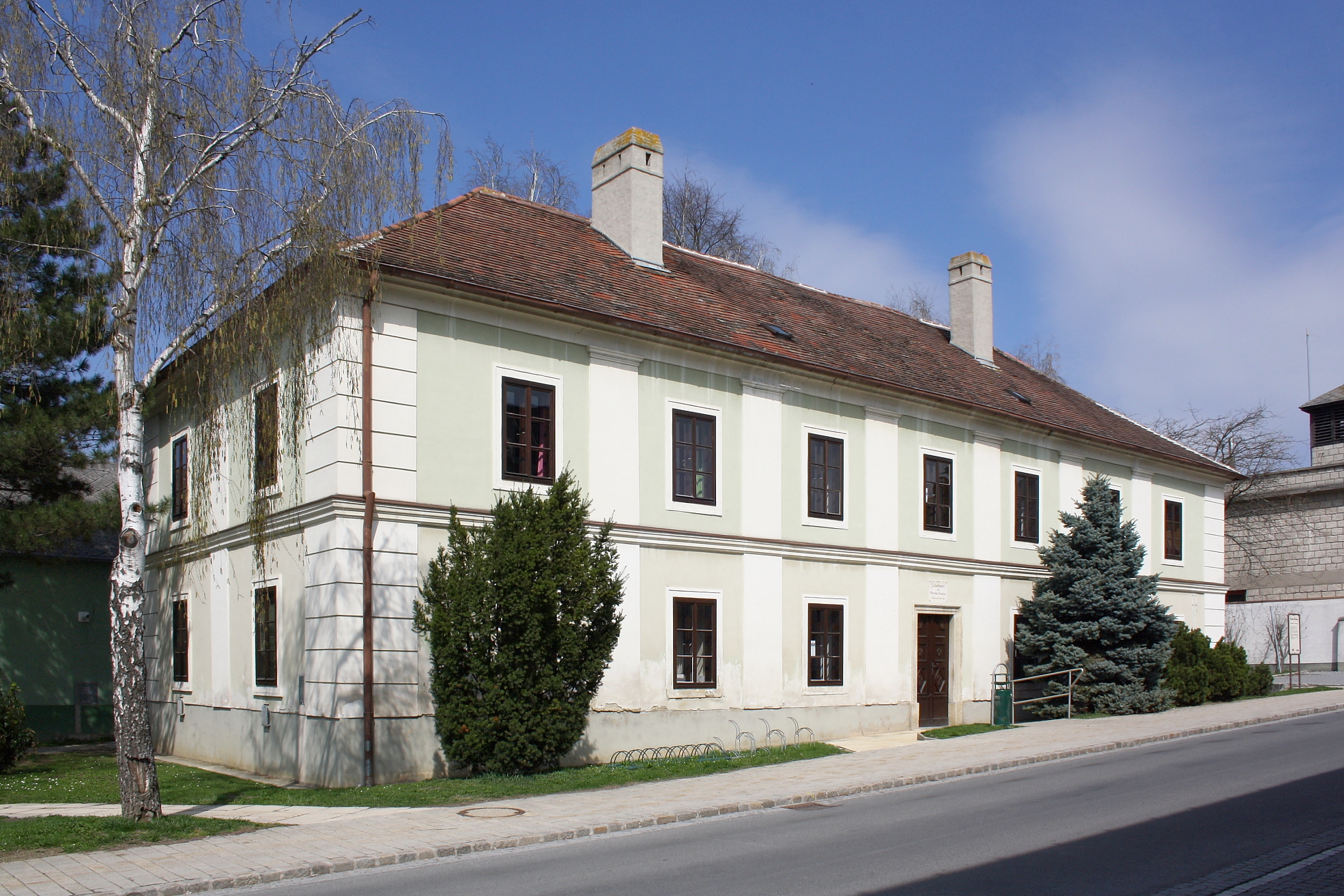
Die alte Schule in Hornstein

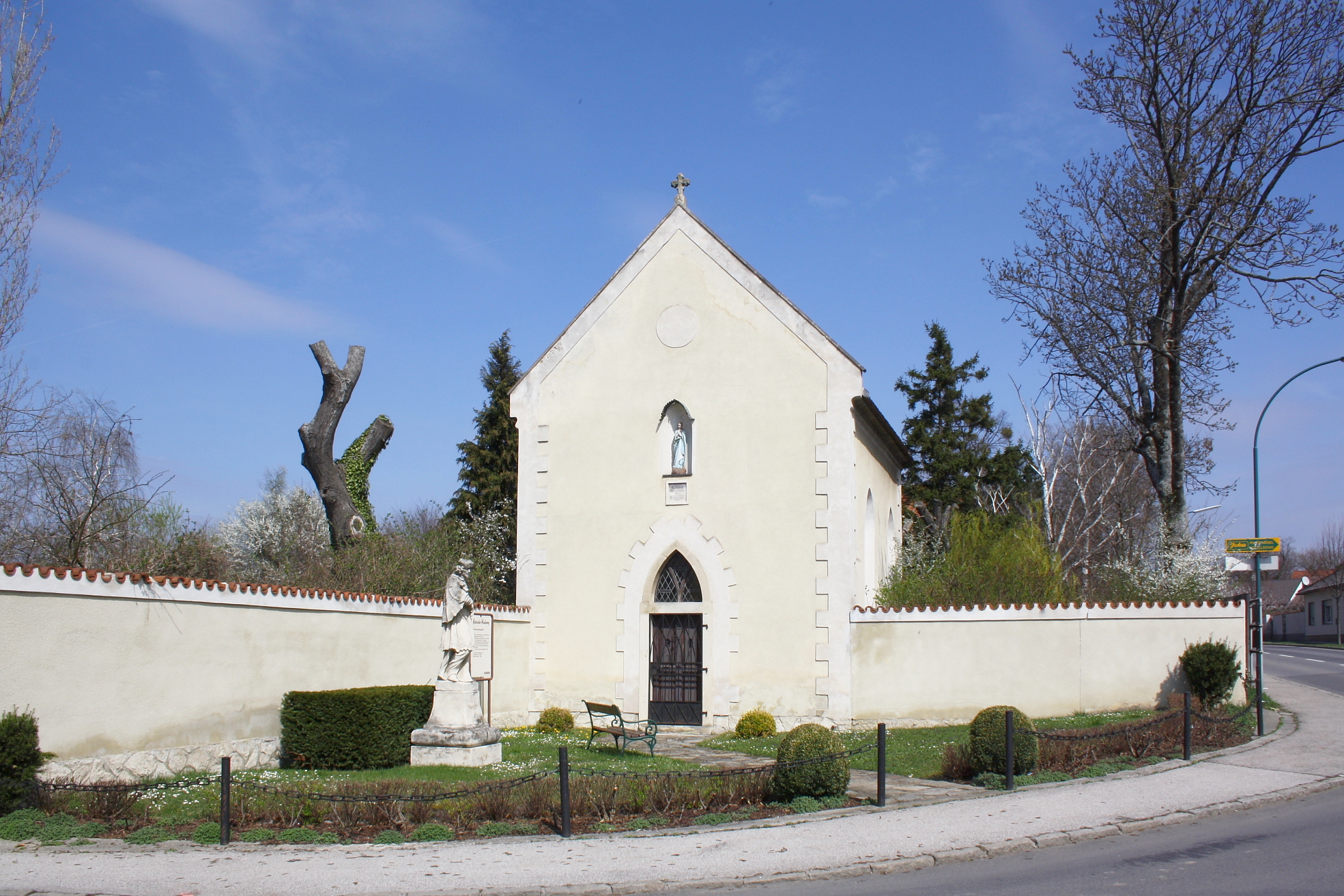
Theresienkapelle

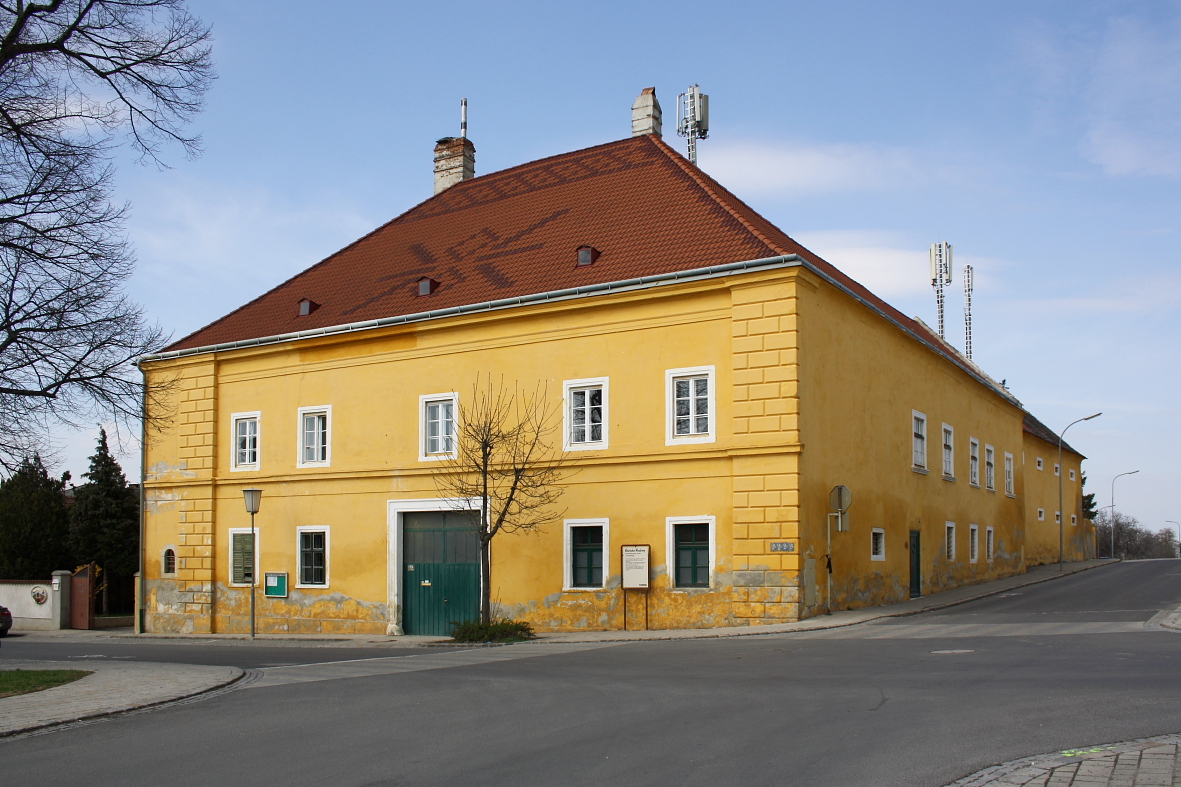
Esterhazysche Gutsverwaltung

- Burgruine: 1340 erbaut, um 1760 zerstört – daher nur Reste vorhanden
- Katholische Pfarrkirche Hornstein hl. Anna: 1776 bis 1782 erbaut, besitzt ein Rokoko-Tabernakel
- Pietà-Säule: 1715 errichtet
- Theresienkapelle: 1847 erbaut, nach Verfall 1875 bis 1877 neu erbaut und 1956 restauriert
- Kreisverkehr mit Monument: zeigt Symbolik des Ortsnamens Hornstein mit einem Horn aus Bronze (gegossen von Alfred Zöttl) auf einem Stein[8]

## Wirtschaft und Infrastruktur
In Hornstein befinden sich mehrere Industrie- und Gewerbebetriebe. Hergestellt werden unter anderem Armaturen, Fensterverkleidungen, Glasfasern, Pharma- und Medizinprodukte, Gummibänder, Elektrotechnik sowie Kunststoff-Teile.
Die Raiffeisenlandesbank Burgenland betreibt eine wichtige Zweigstelle in der Ortsmitte. Durch eine Filiale der Österreichischen Post gibt es auch ein Foyer der Bank99.
Der Armaturen Hersteller Kludi betreibt in Hornstein ein Werk.
Boost Automation, ein Tochterunternehmen des Sonderanlagenbauers Fill, hat seinen Sitz in Hornstein. Das Unternehmen baut, konstruiert und programmiert mechatronische Systeme und robotische Anlagen.
Kutsenits (K-Bus) ist ein 1948 gegründeter Bus-Aufbauhersteller. Es baut elektrische Kleinbusse für Kunden wie z. B.: Frankfurt am Main oder Flughafen Wien-Schwechat. Zu dem Unternehmen gehört auch das Reisebusunternehmen k&k Reisen, welches Busreisen durch ganz Europa anbietet. Das Unternehmen stellt auch der Österreichischen Nationalmannschaft Spezialbusse zur Verfügung.
Die österreichische Pharmaunternehmen Mono & Sigmapharm haben in Hornstein einen großen Produktionsstandort. Unter anderem werden hier bekannte Arzneiprodukte, wie der Nasenspray ColdaMaris akut hergestellt. Mitte 2024 wurde bekannt, dass die Sigmapharm Arzneimittel GmbH, 32 Mio. EUR in den Standort Hornstein investieren wird.
Die Marktgemeinde Hornstein ist sehr gut an den öffentlichen Verkehr angeschlossen, so fahren durch Hornstein mehrere wichtige Buslinien des Verkehrsbund Ost-Region (VOR) wie 200, 210, 120, welche das Pendeln zwischen Wiener Becken und Eisenstadt einfach machen.
Das Dorf liegt direkt an der A3 und besitzt eine eigene Abfahrt inkl. Raststation und OMV Tankstelle. Auch die B16 zwischen Wien und Eisenstadt, die U16, U35, U2, U11 verlaufen durch den Ort.

## Politik

### Gemeinderat

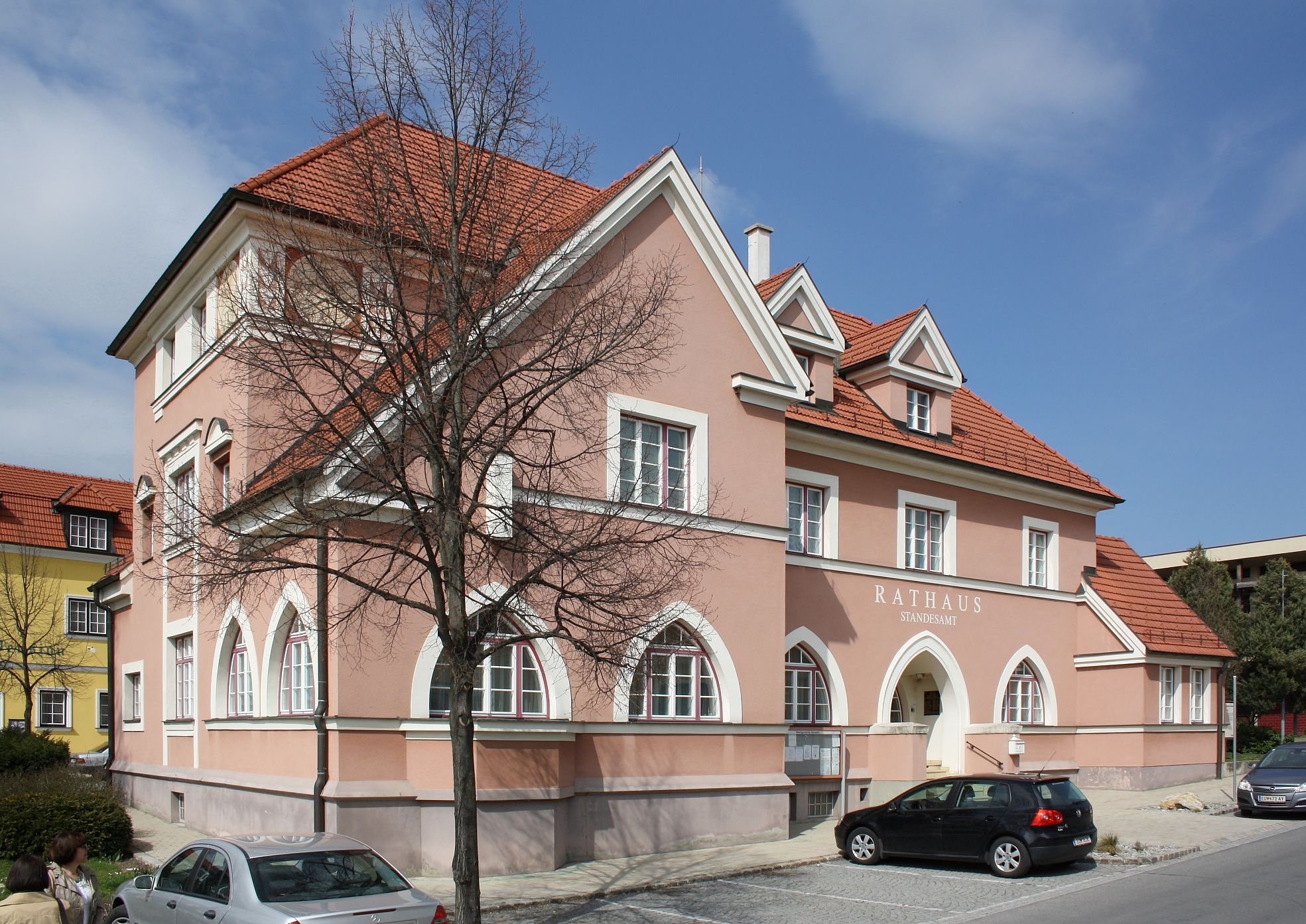
Das Rathaus von Hornstein

Der Gemeinderat umfasst aufgrund der Einwohnerzahl insgesamt 23 Mitglieder.
| Partei          | 2022             | 2022             | 2022             | 2017             | 2017             | 2017             | 2012             | 2012             | 2012             | 2007    | 2007    | 2007    | 2002             | 2002             | 2002             | 1997             | 1997             | 1997             |
| Partei          | Sti.             | %                | M.               | Sti.             | %                | M.               | Sti.             | %                | M.               | Sti.    | %       | M.      | Sti.             | %                | M.               | Sti.             | %                | M.               |
| --------------- | ---------------- | ---------------- | ---------------- | ---------------- | ---------------- | ---------------- | ---------------- | ---------------- | ---------------- | ------- | ------- | ------- | ---------------- | ---------------- | ---------------- | ---------------- | ---------------- | ---------------- |
| ÖVP             | 1073             | 56,83            | 13               | 981              | 55,77            | 13               | 654              | 40,52            | 10               | 459     | 29,56   | 7       | 408              | 27,27            | 6                | 358              | 24,39            | 5                |
| SPÖ             | 815              | 43,17            | 10               | 778              | 44,23            | 10               | 899              | 55,70            | 13               | 960     | 61,82   | 15      | 1088             | 72,73            | 17               | 932              | 63,49            | 14               |
| FPÖ             | nicht kandidiert | nicht kandidiert | nicht kandidiert | nicht kandidiert | nicht kandidiert | nicht kandidiert | 61               | 3,78             | 0                | 106     | 6,83    | 1       | nicht kandidiert | nicht kandidiert | nicht kandidiert | 178              | 12,13            | 2                |
| FBL             | nicht kandidiert | nicht kandidiert | nicht kandidiert | nicht kandidiert | nicht kandidiert | nicht kandidiert | nicht kandidiert | nicht kandidiert | nicht kandidiert | 28      | 1,80    | 0       | nicht kandidiert | nicht kandidiert | nicht kandidiert | nicht kandidiert | nicht kandidiert | nicht kandidiert |
| Wahlberechtigte | 2771             | 2771             | 2771             | 2473             | 2473             | 2473             | 2308             | 2308             | 2308             | 2208    | 2208    | 2208    | 2100             | 2100             | 2100             | 1992             | 1992             | 1992             |
| Wahlbeteiligung | 73,84            | 73,84            | 73,84            | 80,06 %          | 80,06 %          | 80,06 %          | 76,30 %          | 76,30 %          | 76,30 %          | 77,26 % | 77,26 % | 77,26 % | 79,71 %          | 79,71 %          | 79,71 %          | 82,58 %          | 82,58 %          | 82,58 %          |

### Gemeindevorstand
Neben Bürgermeister Christoph Wolf (ÖVP) und Vizebürgermeister Rainer Schmitl (SPÖ) gehören weiters Florian Fidler (ÖVP), Stefan Kutsenits (ÖVP), Gertrude Pogats (ÖVP), Jürgen Szinovatz (SPÖ) und Eva-Christina Wolf (SPÖ) dem Gemeindevorstand an.

### Bürgermeister
Bürgermeister von Hornstein ist seit dem 11. Oktober 2017 Christoph Wolf (ÖVP). Er folgte damit der Kurzzeitbürgermeisterin Judith Pratl (SPÖ) nach, die erst am 22. Februar 2017 die Nachfolge von Herbert Worschitz (SPÖ), der seit 2001 der Gemeinde vorstand, antrat. Bei der Bürgermeisterdirektwahl erreichte Wolf 56,98 % der Wählerstimmen, Pratl 43,02 %. Pratl verzichtete darauf, zur Vizebürgermeisterin gewählt zu werden, womit in der konstituierenden Sitzung des Gemeinderats Florian Hofstetter (SPÖ) zum Vizebürgermeister gewählt wurde.
Bei der Wahl 2022 wurde Christoph Wolf mit 60,79 Prozent der Stimmen im ersten Wahlgang als Bürgermeister bestätigt.

### Chronik der Richter und Bürgermeister
Im Heimatarchiv der Gemeinde Hornstein werden folgende Personen als Richter und Bürgermeister genannt:
| von  | bis  | Name                 |
| ---- | ---- | -------------------- |
| 1641 |      | Nikolaus Stephanics  |
| 1642 | 1643 | Andreas Gerwautz     |
| 1651 |      | Georg Draksicz       |
| 1657 |      | Martin Kherbaucz     |
| 1666 | 1669 | Merth Palkovich      |
| 1972 | 1674 | Peter Hitzinger      |
| 1687 |      | Mert Sinawatz        |
| 1691 |      | Andreas Jajacs       |
| 1704 | 1706 | Johann Szinovatz     |
| 1707 | 1715 | Matthias Kosolitsch  |
| 1716 | 1717 | Georg Jaijacz        |
| 1728 |      | Veit Wutkovatz       |
| 1736 | 1740 | Jacob Palkowitsch I  |
| 1740 | 1744 | Andreas Jurina       |
| 1744 | 1746 | Andreas Valentitsch  |
| 1746 | 1750 | Jacob Palkowitsch II |
| 1750 | 1752 | Andreas Sinowatz I   |
| 1752 | 1754 | Paul Pinzulitsch     |
| 1754 | 1760 | Thomas Welloschitz I |
| 1760 |      | Andreas Szinowatz II |
| 1762 |      | Michael Rosenich     |

| von  | bis  | Name                     |
| ---- | ---- | ------------------------ |
| 1763 |      | Thomas Welloschitz II    |
| 1767 |      | Michael Pintscholitsch I |
| 1770 |      | Johann Stefanich         |
| 1771 |      | Michael Pinzulitsch      |
| 1774 | 1778 | Ferdinand Strausz I      |
| 1781 | 1783 | Mathias Wolf             |
| 1790 | 1792 | Gregor Schullitsch       |
| 1793 | 1800 | Ferdinand Strauss II     |
| 1800 | 1806 | Matthias Szinovatz I     |
| 1807 | 1808 | Johann Strausz I         |
| 1808 | 1813 | Mathias Szinovacz II     |
| 1813 | 1815 | Michael Gerbautz         |
| 1815 | 1819 | Johann Strausz II        |
| 1820 | 1822 | Lukas Palkovich I        |
| 1823 | 1835 | Michael Matkovich I      |
| 1835 | 1836 | Johann Engelhart         |
| 1836 |      | Lukas Palkovich II       |
| 1839 | 1842 | Johann Milkowitsch I     |
| 1842 | 1844 | Michael Matkowitsch II   |
| 1844 | 1855 | Simon Matkowitsch        |
| 1856 | 1860 | Georg Dick               |

| von   | bis   | Name                |
| ----- | ----- | ------------------- |
| 1861  | bis ? | Johann Milkovich II |
| von ? | 1866  | Johann Stefanitsch  |
| 1867  | 1868  | Ferdinand Fetter    |
| 1869  | 1874  | Mathias Palkovich   |
| 1874  | 1878  | Johann Matkovich I  |
| 1879  |       | Jakob Jaicz         |
| 1882  | 1885  | Martin Strausz      |
| 1885  | 1890  | Johann Matkovich II |
| 1890  | 1893  | Anton Beretich      |
| 1894  | 1895  | Franz Kopinits I    |
| 1895  |       | Josef Worschitz     |
| 1896  | 1897  | Franz Kopinich II   |
| 1897  | 1898  | Johann Gerbautz     |
| 1898  | 1900  | Josef Matkovits     |
| 1900  | 1904  | Johann Dick         |
| 1904  | 1912  | Ferdinand Schmitl   |
| 1912  | 1913  | Franz Stefanits     |
| 1913  | 1918  | Markus Dick         |
| 1918  | 1919  | Matthias Bauer      |
| 1919  |       | Anton Probst        |
| 1919  | 1921  | Johann Gerbautz     |

| von       | bis       | Name                |
| --------- | --------- | ------------------- |
| 1922      | 1923      | Franz Stefanits     |
| 02/1923   | 04/1923   | Ludwig Wolf         |
| 04/1923   | 06/1923   | Daniel Palkovits    |
| 07/1923   | 10/1923   | Karl Gruber         |
| 1923      | 1931      | Anton Probst        |
| 03/1931   | 05/1931   | Franz Pinzolits     |
| 1931      | 1934      | Anton Probst        |
| 1934      | 1936      | Josef Scheck        |
| 1936      | 1938      | Johann Probst       |
| 1938      | 1944      | Mathias Matkovits   |
| 1944      | 1945      | Franz Payrich       |
| 1945      | 1948      | Johann Wimmer       |
| 1948      | 1949      | Stefan Pinzolits    |
| 1949      | 1950      | Robert Wallentits   |
| 1950      | 1967      | Gottfried Szinovatz |
| 1967      | 1977      | Johann Jaitz        |
| 1977      | 1987      | Peter Schmitl       |
| 1987      | 2001      | Walter Krenn        |
| 2001      | 2017      | Herbert Worschitz   |
| 2017      | 2017      | Judith Pratl        |
| seit 2017 | seit 2017 | Christoph Wolf      |

### Wappen
Blasonierung:
„Roter Hintergrund, eine symbolische graue Burg auf einer schwarzen Anhöhe, darüber schwebend ein längliches graues Horn von rechts nach links zeigend.“

### Gemeindepartnerschaften
Seit 1985 ist Gnesau die Partnergemeinde von Hornstein. Bereits seit Herbst 1979 wurde eine Feuerwehrpartnerschaft zwischen den beiden Gemeinden geschlossen.

## Persönlichkeiten

### Ehrenbürger
Zu Ehrenbürgern der Gemeinde wurden ernannt:
- Franz von Bolgár, Landtagsabgeordneter (1900)
- Karl Varits (Pfarre Oberberg), Propst (19. Jänner 1906)
- Nikolaus Paul Esterházy, Fürst (19. Jänner 1906)
- Desiderius Patthy, Arzt (2. Juni 1929)
- Gottfried Szinovatz, ehemaliger Bürgermeister (12. Jänner 1963)
- Walther Schwarz, Kommerzialrat (9. Oktober 1970)
- Johann Jaitz, ehemaliger Bürgermeister (20. Jänner 1984)
- Karl Stix, ehemaliger Landeshauptmann (25. Oktober 1999)

### Ehrenringträger
Der Ehrenring wurde für Verdienste in den Bereichen Kunst und Kultur verliehen:
- Hans Sedlmayr, Universitätsprofessor und Kunsthistoriker (12. September 1971)
- Wilhelm Schmid, Pater (31. August 1980)
- Josef Hickl (31. August 1984)
- Karl Gregorich, Dechant (21. Juli 1996)
- Franz Raimann (31. Jänner 1998)

### Ehrennadelinhaber
Die Goldene Ehrennadel wurde für besondere Leistungen verliehen:
- Valentin Zsifkovits, Dechant (18. August 2011)

### Persönlichkeiten
- Franz Bauer (1874–1930), Pferdehändler und Politiker
- Franz von Bolgár (1851–1923), Offizier, Publizist und Politiker, Ehrenbürger von Hornstein
- Ferdinand Gerdinitsch (1869–1926), Politiker
- Gaspar Glavanich (1833–1872), Pfarrer, kroatischer Spracherneuerer, Literat
- Franz Maschitz-Bizonfy (1828–1912), Freiheitskämpfer, Sprachwissenschafter, Literat
- Johann Milkovich (1800–1870), Richter, Chronist und Literat
- Anton Probst (1890–1949), Schuhmachermeister und Politiker
- Franz Probst (1919–1993), Landtagsabgeordneter, Journalist, Literat, Präsident bgld. PEN-Club
- Johann Probst (1883–1957), Textilarbeiter und Politiker
- Mario Sara (* 1982), österreichischer Fußballspieler
- Gerald Schlag (* 1941), Historiker
- Wilhelm Schmid (1910–2000), Salesianer, Missionar, Komponist, Dirigent[4]
- Hans Sedlmayr (1896–1984), Kunsthistoriker
- Karl Stix (1939–2003), Politiker, Landeshauptmann des Burgenlands
- Rudolf Thalhammer (1920–2013), Politiker, Dritter Präsident des Nationalrates
- Rita Vitorelli (* 1972), Künstlerin und Herausgeberin von Spike Art Magazine